# 赛车线

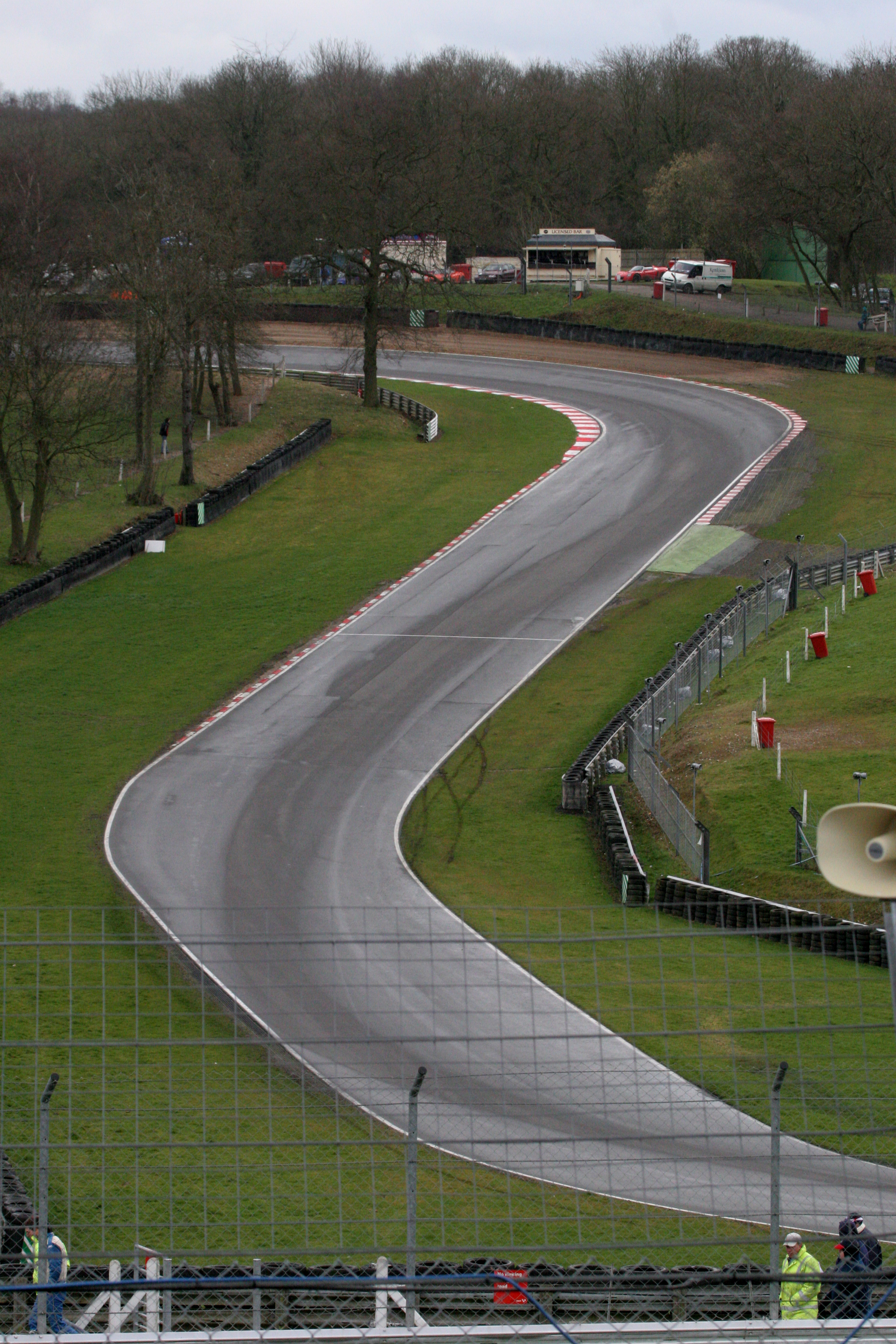
在赛道上，轮胎橡胶留下的黑色橡胶粒显现出了赛车线的形状。

在赛车运动中，赛车线是在赛道上行驶的最佳路径。在大多数情况下，赛车线应当充分利用赛道宽度来增加转弯半径：入弯前从外侧边缘进入，接触弯心——弯角内侧边缘上的一个点，然后出弯时返回弯道外侧（简称外-内-外）。使赛车在赛车线上行驶的方法称为走线。

## 概述
保持在赛车线上行驶是提升圈速的一项基本技术。作为在赛道上行驶的最佳路径，赛车线通常会在沥青路面上以轮胎摩擦痕迹的形式显现。赛车手 A.J. Baime 利用勒芒24小时耐力赛的前几圈描述了赛车线的形成: 
当车手们排成一列，在赛道上留下黑色印记时，真正的比赛就开始了。

## 赛车线的优化
在一场比赛中，赛车手的主要目标是确定赛道的最佳走线。根据不同的赛道状况，这条最佳路线可能会有所不同。这取决于车手希望在达到最快圈速，还是节省轮胎和燃油，或者是在比赛中防御另一名车手。
赛道通常被分解成不同的结构，如高速弯、直角弯、U形弯、双弯角弯道和直道。弯角可以进一步分解为进弯的减速阶段，然后是弯心，最后是出弯时的加速阶段。

### 入弯
入弯阶段通常从直道临界制动开始，目标是达到最大减速率。然后是转向，车手开始将车辆转向弯心。传统上，许多车手会在转弯前完成所有制动，并以恒定的速度走一条更圆的路径到达弯心。后来，许多赛车手开始在进入弯道时采用循迹刹车。在一次循迹刹车中，车手在直道重刹后逐渐松开刹车时对着弯心转向入弯，从而使轮胎产生的力使汽车在更优化的方向上减速。这种更优化的力的方向会使车辆沿着欧拉螺线的路径行驶，该路径的顶点半径逐渐减小。如果操作得当，与传统的圆形走线相比，会提高平均速度和抵达弯心的时间。

### 弯心
在赛车术语中，弯心或Apex点是指车辆经过的最靠近的弯角内侧部分的点。弯心也可以被描述为最小半径和在弯角处达到的最慢速度的点。弯心分为较早的弯心或较晚的弯心。与较晚的弯心相比，较早的弯心将以更高的速度到达弯心内侧，半径更大。车手通常会根据车辆的出弯性能来选择弯心，而更高的加速度最好需要更晚的弯心。

### 出弯
当赛车开始加速时，出弯阶段从弯心开始。人们通常认为，出弯阶段是弯道最重要的一个方面，可以最大限度地提升圈速，因此车手通常会专注于优化出弯性能。在弯道出口时，车手的目标是最大限度地提高车辆在出弯后直道方向上的加速度。在弯角处具有较低加速性能的车辆通常会通过从弯心施加全油门并采取更为圆形的路径来实现这一点。更高加速度的车辆可能会受到车轮空转的限制，在转弯接近完成之前无法实现全油门。这将形成半径不断增大的出弯路线，该路径通常会是镜像的欧拉螺线形入弯路径。